# Wormhout
 Wormhout  es una población y comuna francesa, en la región de Norte-Paso de Calais, departamento de Norte, en el distrito de Dunkerque. Es el chef-lieu y mayor población del cantón de Wormhout.

## Demografía
| 2826 | 3004 | 4332 | 5133 | 5057 | 4984 |
| Para los censos de 1962 a 1999 la población legal corresponde a la población sin duplicidades (Fuente: INSEE [Consultar]) |      |      |      |      |      |